# Đại học Sán Đầu
Đại học Sán Đầu (tiếng Hoa: 汕头大学) là một trường đại học tại thành phố Sán Đầu, tỉnh Quảng Đông, Trung Quốc. Trường được thành lập năm 1981. Li Ka Shing đã đóng góp 2 triệu dollar Hồng Kông cho việc thành lập trường. Trường tọa lạc bên bờ biển ở vùng phía bắc của thành phố Sán Đầu. Khuôn viên rộng 1,26 km², trường rộng 455.500 m² sàn.
Đa số sinh viên theo học ở đây không phải là từ khu vực Chaoshan mà đến từ Đồng bằng châu thổ Sông Châu Giang cũng như từ vùng đông dân cư Khách Gia. Có hơn 8000 sinh viên tại trường này và phần lớn là sinh viên học ngành y. Ngoài ngành y ra, trường còn có các ngành luật, kỹ thuật, khoa học máy tính, mỹ thuật và các ngành khác. Có nhiều giảng viên nước ngoài giảng dạy bằng tiếng Anh tại khoa tiếng Anh và Học viện Y khoa của trường.